# سفر جاده‌ای (فیلم ۲۰۰۰)
سفر جاده‌ای (به انگلیسی: Road Trip) یک فیلم جاده‌ای آمریکایی درسبک کمدی جنسی که در سال ۲۰۰۰ منتشر شد، به کارگردانی تاد فیلیپس (در اولین کارگردانی‌اش) و نویسندگی اسکات آرمسترانگ و فیلیپس. در این فیلم برکین میر، شان ویلیام اسکات، پائولو کوستانزو و دی جی کوالز به ایفای نقش می‌پردازند و ایمی اسمارت، تام گرین، ریچل بلانچارد و فرد وارد در نقش‌های فرعی حضور دارند. فیلم دربارهٔ جاش پارکر (مایر) است که سه نفر از دوستان دانشگاهی خود را به یک سفر جاده‌ای (۲۹۰۰ کیلومتری) دعوت می‌کند تا نوار غیرقانونی را که اشتباهاً برای دوست دخترش، تیفانی (بلانچارد) پست شده بود، بازیابی کند.
سفر جاده‌ای که در ۱۹ می ۲۰۰۰ در سینما اکران شد، نقدهای متفاوتی از سوی منتقدان دریافت کرد، اما با فروش ۱۱۹٫۸ میلیون دلاری در سراسر جهان به موفقیتی در گیشه دست یافت. این فیلم در طول سال‌ها طرفدارانی را جمع کرده است. دنباله مستقیم به ویدئو، با عنوان سفر جاده‌ای: بی‌یرپنگ، در ۱۱ اوت ۲۰۰۹ منتشر شد.

## چکیده داستان
داستان فیلم مربوط به رابطه یک دختر و پسری با نام‌های تیفانی و جاش پارکر است که از کودکی با یکدیگر بودند تا اینکه هر کدام به یک دانشگاه می‌رود. در همین حین اتفاقات جدیدی برای هر دوی آنها رخ می‌دهد که باعث می‌شود با دوستان جدیدی آشنا شوند و رابطه آنها نسبتاً کمرنگ شود.
نقش اول فیلم پارکر پسری است که تحت فشار دوستانش با یکی از دخترهای دانشگاه می‌خوابد و از این صحنه یک فیلم ویدئویی تهیه می‌کند ولی بر حسب اشتباه یکی از دوستانش که قرار بوده فیلم آماده شده قبلی را برای تیفانی دوست دختر پارکر بفرستد فیلم آن دو را برای او می‌فرستد. آنها وقتی از این ماجرا با خبر می‌شوند به وسیله ماشین یکی از پسرهای دانشگاه به دانشگاه آستین که تیفانی در آن درس می‌خواند می‌روند تا جلوی دیده شدن فیلم را بگیرند و در این حین اتفاقات جالبی رخ می‌دهد.

## بازخوردها
- در وب سایت جمع‌آوری نقد و بررسی راتن تومیتوز بر اساس رای ۹۳ منتقد، با میانگین امتیاز ۵٫۳ از ۱۰ مثبت است.[۴]
- در متاکریتیک بر اساس رای ۳۲ منتقد، میانگین وزنی امتیاز ۵۵ از ۱۰۰ را به این فیلم اختصاص داد که نشان‌دهنده «بررسی‌های مختلط یا متوسط» است.[۵]